# Black Legend
Black Legend is een historisch RPG-spel van de Belgische ontwikkelaar Warcave uit Geel. Het is sinds 2021 beschikbaar op meerdere platformen.

## Gameplay
Dit historisch RPG-spel ontplooit zich in de fictieve stad Grant gesitueerd in de zeventiende-eeuwse Lage Landen. De karakters zijn herkenbare figuren uit de lokale folklore.
Met de kunst van de oude alchemie moet je proberen om de stad te bevrijden van de gevaarlijke cultus van groot alchemist Mephisto.